# Вобаш (река)
Вобаш (енгл. Wabash River) је река која протиче кроз САД. Дуга је 810 km. Протиче кроз америчке савезне државе Охајо, Индијана и Илиноис. Улива се у реку Охајо.